# Lynn Family Stadium
Ne doit pas être confondu avec le Dr. Mark & Cindy Lynn Stadium.
Le Lynn Family Stadium est un stade de soccer situé dans le quartier de Butchertown (en), à Louisville, dans le Kentucky. Il est la propriété de Louisville City FC. Le stade est inauguré officiellement le 12 juillet 2020.

## Histoire

### Projet de construction
Louisville City FC commence à jouer en 2015 au Slugger Field, un stade de baseball de la ligue mineure, mais a exprimé son intérêt pour la construction d'un stade de soccer après avoir atteint ses objectifs de fréquentation. Dans le cadre de l'arrangement de cinq ans à Slugger Field, Louisville City a payé des rénovations mineures, y compris un monticule de lanceurs rétractables et des frais de location de 5 000 $ par match,. L'affluence moyenne sur la première saison régulière est de 6 765 spectateurs, soit la deuxième meilleure affluence, mais n'a pas été en mesure de générer des revenus en tant que locataire secondaire à Slugger Field, ce qui a entraîné des dépenses imprévues.
En août 2015, des pourparlers avec le maire Greg Fischer (en) concernant la planification d'un futur stade. Le propriétaire de Louisville City, Wayne Estopinal, et le conseiller municipal Dan Johnson ont proposé un site à Champions Park, un ancien country club au nord-est du centre-ville, pour un stade qui pourrait initialement accueillir 10 000 spectateurs et s'étendre jusqu'à 20 000 si la franchise devient une nouvelle expansion de la MLS. Le gouvernement de la ville a annoncé une étude de faisabilité et de financement du stade en janvier 2016, examinant quatre sites à Louisville. L'étude a été achevée en août et a recommandé un stade de 10 000 places qui coûterait 30 à 50 millions de dollars selon la combinaison de fonds publics et privés, mais n'a pas nommé de sites potentiels. La franchise a nommé John Neance en tant que président et directeur des opérations en septembre 2016, en mettant l'accent sur la planification du stade. Dans une interview accordée en décembre à Courier-Journal, il a révélé que la franchise a acquis une propriété sur un site proposé et négociait un partenariat public-privé pour financer le projet.
La franchise embauche HOK comme architecte pour le projet de stade, qui comprendrait également un développement à usage mixte avec des bureaux et des commerces, en janvier 2017. Le 12 avril, Louisville City annonce son intention de construire un stade de 10 000 places sur un site industriel de 16 hectares dans le quartier de Butchertown (en) à l'est du centre-ville de Louisville. La construction du stade et du développement environnant coûterait au total 200 millions de dollars, y compris l'aide financière du gouvernement de l'État. En septembre, le maire Fischer annonce un plan de financement de 30 millions de dollars et la ville va acheter les parcelles nécessaires sur le site du stade et contribue à l'amélioration des infrastructures. Le plan de financement est approuvé par le Conseil du métro le mois suivant, avec une demande au gouvernement de l'État pour un financement supplémentaire des impôts pour le développement environnant.
L'acquisition foncière des quatre parcelles qui composent le site du stade est achevée en novembre 2018 pour un coût de 24,1 millions de dollars. La proposition de financement de l'augmentation de la taxe est approuvée par le gouvernement de l'État en mai 2018, permettant un financement de 21,7 millions de dollars sur une période de 20 ans dans un district spécial créé par le Kentucky Economic Development Finance Authority. Le club est critiqué par un membre du conseil lors de la planification précoce du retrait d'un camp de sans-abri sur le site du stade en février 2018 ; les propriétés de la franchise ont donné des fonds à un groupe de défense des sans-abri pour loger les résidents déplacés dans des hôtels pendant deux mois.

### Travaux

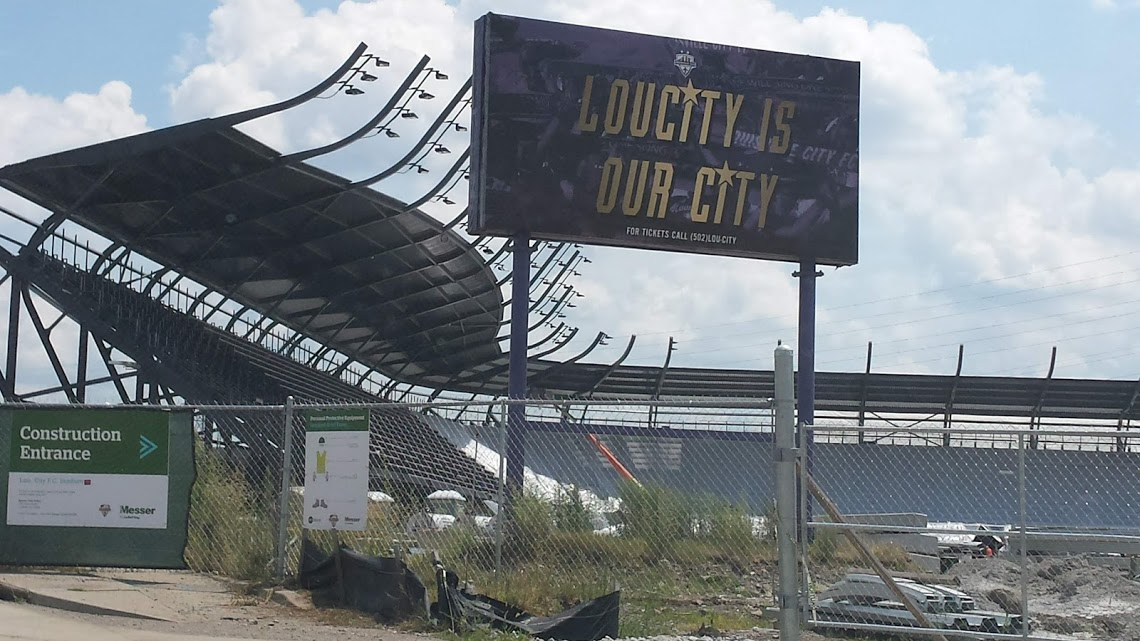
Chantier en août 2019.

Le 28 juin 2018, l'événement marque le début officiel de la construction du nouveau stade, en présence du gouverneur du Kentucky, Matt Bevin et du maire de Louisville, Greg Fischer (en). Le stade est initialement estimé à 45 millions de dollars, mais les coûts ont augmenté de 60 à 65 millions de dollars au moment de l'inauguration. Une coentreprise de Messer Construction et Harmon Construction est choisie comme entrepreneur général pour le projet de stade en novembre 2018. 
En mai 2019, les travaux sur la structure du toit sont aux deux tiers terminés et les niveaux inférieurs du stade sont en place. Les éléments de structure en acier du stade sont achevés en juillet,, avant les travaux sur la surface en herbe qui sont installés en septembre. La construction s'est achevée le 3 mars, avec une cérémonie officielle de passation des pouvoirs lorsque le Louisville City a pris possession du stade. Il se termine à temps pour la saison 2020 de la USL Championship.

### Nom
Le 5 août 2019, le Louisville City FC annonce que le stade se nommera Lynn Family Stadium, le Dr Mark et Cindy Lynn ont acheté les droits de dénomination du stade pour une durée de dix ans, pour un montant non divulgué. Le Dr Lynn est un opticien-optométriste, possède la franchise de la région de Louisville du détaillant d’optique national Visionworks (en), anciennement connu sous le nom de Dr Bizer’s Vision World. Les Lynn ont également fait un don à l'Université de Louisville pour la construction d'un stade de soccer universitaire nommé Dr. Mark & Cindy Lynn Stadium, qui a ouvert ses portes en 2014.

### Description
Dans sa configuration initiale, le Lynn Family Stadium contient 11 700 places assises, dont 250 places « Premier Club » et 18 loges privatives. La capacité totale du stade est de 15 304 spectateurs avec une zone debout et 20 000 places dans une future expansion,. Les tribunes entourent trois côtés du terrain, avec l'extrémité ouverte faisant face à l'ouest vers les ponts du centre-ville sur la rivière Ohio ; l'extrémité ouverte a également un grand écran (12,2 m x 22,1 m) fabriquée par Daktronics (en), l'un des huit écrans numériques du stade,,. 
HOK a conçu le stade et s'est inspiré d'autres stades américains, dont l'Earthquakes Stadium de San José, le Rio Tinto Stadium de Sandy et le Little Caesars Arena de Détroit. Le stade est géré par AEG Facilities.

### Rencontre inaugurale
Le Lynn Family Stadium devait ouvrir le 11 avril 2020, avec un match de saison régulière entre le Louisville City FC et le Legion de Birmingham. La rencontre de la US Open Cup 2020 était également prévue pour le 7 avril. Le match d'ouverture à domicile et la rencontre de coupe ont été annulés par la suspension des matchs de la USL Championship et de la US Open Cup annoncée en mars 2020 en raison de la pandémie de coronavirus,. Le match d'ouverture est repoussé au 12 juillet 2020, face aux Riverhounds de Pittsburgh et une capacité limitée à 30 %,,. Le match se joue devant 4 850 spectateurs. Devon Williams (en) est le premier buteur de l'histoire du nouveau stade en ouvrant la marque à la 13e minute, mais Louisville City s'incline sur le score de 1-3.

## Utilisation du stade

### Clubs résidents
Le stade accueille le Louisville City FC, franchise de soccer évoluant en USL Championship, ainsi que le Racing Louisville, équipe féminine de soccer évoluant dans la NWSL (à partir de 2021).
Le 25 juillet 2020, le Louisville City remporte sa première victoire au Lynn Family Stadium contre le Sporting II de Kansas City. Louisville s'impose sur le score de 1 but à 0 ; Cameron Lancaster inscrit d'ailleurs l'unique but de la rencontre. À la fin de la saison 2020, le stade accueille le 24 octobre 2020 la finale de conférence opposant le Louisville City aux Rowdies de Tampa Bay. Les Rowdies remportent la rencontre sur le score de 2-1.

### Autres rencontres
La NCAA annonce le 14 octobre 2020 qu’elle a choisi le Lynn Family Stadium, comme site hôte de la College Cup 2023. La College Cup est le tournoi final du championnat de la NCAA, qui se déroule sur une période de trois jours à la mi-décembre, se compose de deux demi-finales et d'une finale.
Depuis 2021, le stade accueille la compétition annuelle The Women's Cup.